# Lipman Bers
Lipman "Lipa" Bers (letton : Lipmans Berss ; 22 mai 1914 - 29 octobre 1993) est un mathématicien letton-américain, né à Riga, qui crée la théorie des fonctions pseudoanalytiques et travaille sur les surfaces de Riemann et les groupes kleiniens. Il est également connu pour son activisme pour les droits de l'homme.

## Biographie
Bers est né à Riga, alors sous le règne des tsars russes, et passe plusieurs années dans son enfance à Saint-Pétersbourg ; sa famille retourne à Riga vers 1919, date à laquelle elle fait partie de la Lettonie indépendante. À Riga, sa mère est directrice d'une école primaire juive et son père est directeur d'un lycée juif, que Bers fréquente, avec un intermède à Berlin tandis que sa mère, alors séparée de son père, fréquente l'Institut psychanalytique de Berlin. Après le lycée, Bers étudie à l'Université de Zurich pendant un an, mais doit retourner à Riga à cause de la difficulté de transférer de l'argent depuis la Lettonie dans la crise financière internationale de l'époque. Il poursuit ses études à l'Université de Riga, où il est militant socialiste, prononçant des discours politiques et travaillant pour un journal clandestin. Au lendemain du coup d'État letton en 1934 par le leader de droite Kārlis Ulmanis, Bers est arrêté mais fuit le pays, d'abord en Estonie, puis en Tchécoslovaquie,,.
Bers obtient son doctorat en 1938 de l'Université de Prague. Il commence ses études à Prague avec Rudolf Carnap, mais lorsque Carnap part aux États-Unis, il passe avec Charles Loewner, qui devient finalement son directeur de thèse. À Prague, il vit avec une tante et épouse sa femme Mary Kaga, qu'il a rencontrée à l'école primaire et qui l'a suivi depuis Riga. Après avoir postulé pour des études postdoctorales à Paris, il obtient un visa pour se rendre en France peu après les accords de Munich, au cours desquels l'Allemagne nazie annexe la Tchécoslovaquie. Lui et sa femme Mary ont une fille à Paris. Ils ne peuvent pas obtenir de visa là-bas pour émigrer aux États-Unis, car le quota letton est rempli, ils s'enfuient donc dans le sud de la France dix jours avant la chute de Paris, et obtiennent finalement un visa américain d'urgence à Marseille, l'un des 10 000 visas réservés aux réfugiés politiques par Eleanor Roosevelt. La famille Bers rejoint la mère de Bers, qui déménage alors à New York et est psychanalyste, mariée au comédien Beno Tumarin. À cette époque, Bers travaille pour l'agence de recherche YIVO Yiddish,.
Bers passe la Seconde Guerre mondiale à enseigner les mathématiques en tant qu'associé de recherche à l'Université Brown, où il est rejoint par Loewner. Après la guerre, Bers trouve un poste de professeur adjoint à l'Université de Syracuse (1945-1951), avant de passer à l'Université de New York (1951-1964) puis à l'Université Columbia (1964-1982), où il est professeur Davies de mathématiques  et où il préside le département de mathématiques de 1972 à 1975. Son déménagement à NYU coïncide avec un déménagement de sa famille à New Rochelle, New York, où il rejoint une petite communauté de mathématiciens émigrés. Il est chercheur invité à l'Institute for Advanced Study en 1949-1951. Il est vice-président (1963-1965) et président (1975-1977) de l'American Mathematical Society, préside la division des sciences mathématiques du United States National Research Council de 1969 à 1971, préside le US National Committee on Mathematics de 1977 à 1981, et préside la section de mathématiques de l'Académie nationale des sciences de 1967 à 1970 .
Vers la fin de sa vie, Bers asouffre de la maladie de Parkinson et d'accidents vasculaires cérébraux. Il est décédé le 29 octobre 1993.

## Recherche mathématique
Le travail de doctorat de Bers porte sur la théorie du potentiel. Pendant son séjour à Paris, il travaille sur la Fonction de Green et sur les représentations intégrales. Après avoir déménagé pour la première fois aux États-Unis, alors qu'il travaille pour YIVO, il fait des recherches sur les manuels de mathématiques yiddish plutôt que sur les mathématiques pures.
A Brown, il commence à travailler sur des problèmes de dynamique des fluides, et en particulier sur les écoulements subsoniques bidimensionnels associés aux sections transversales des profils aérodynamiques. A cette époque, il commence son travail avec Abe Gelbart sur la théorie des fonctions pseudo -analytiques. Au cours des années 1940 et 1950, il continue à développer cette théorie et à l'utiliser pour étudier les équations aux dérivées partielles elliptiques planaires associées aux écoulements subsoniques. Un autre de ses résultats majeurs à cette époque concerne les singularités des équations aux dérivées partielles définissant les surfaces minimales. Bers prouve une extension du théorème de Riemann sur les singularités amovibles, montrant que toute singularité isolée d'un faisceau de surfaces minimales peut être supprimée ; il présente ce résultat au Congrès international des mathématiciens de 1950 et le publie dans Annals of Mathematics.
Plus tard, en commençant par sa visite à l'Institute for Advanced Study, Bers "commence une odyssée de dix ans qui le mène des fonctions pseudo-analytiques et des équations elliptiques aux applications quasi-conformes, à la théorie de Teichmüller et aux groupes kleiniens ". Avec Lars Ahlfors, il résout le « problème des modules », consistant à trouver une paramétrisation holomorphe de l'espace de Teichmüller, dont chaque point représente une surface de Riemann compacte d'un genre donné. Au cours de cette période, il invente également le phrasé populaire d'une question sur les valeurs propres des domaines planaires, « Peut-on entendre la forme d'un tambour ? », utilisé comme titre d'article par Mark Kac en 1966 et finalement répondu négativement en 1992 par un descendant universitaire de Bers. À la fin des années 1950, en ajoutant une coda à ses travaux antérieurs, Bers écrit plusieurs rétrospectives majeures sur les écoulements, les fonctions pseudo-analytiques, les méthodes de point fixe, la théorie des surfaces de Riemann avant ses travaux sur les modules et la théorie de plusieurs variables complexes. En 1958, il présente ses travaux sur les surfaces de Riemann dans une deuxième conférence au Congrès international des mathématiciens.
Les travaux de Bers sur la paramétrisation de l'espace de Teichmüller le conduisent dans les années 1960 à considérer la frontière de l'espace paramétré, dont les points correspondent à de nouveaux types de groupes kleiniens, appelés éventuellement groupes kleiniens singulièrement dégénérés. Il applique la cohomologie d'Eichler, précédemment développée pour des applications en théorie des nombres et en théorie des groupes de Lie, aux groupes kleiniens. Il prouve l'inégalité de l'aire de Bers, une aire liée aux surfaces hyperboliques qui est un précurseur bidimensionnel des travaux de William Thurston sur la géométrisation des variétés à 3 et du volume à 3 variétés, et à cette période, Bers lui-même étudie également les symétries continues de 3-espace hyperbolique.
Les groupes quasi-fuchsiens peuvent être mappés sur une paire de surfaces de Riemann en prenant le quotient par le groupe de l'une des deux composantes connectées du complément de l'ensemble limite du groupe; fixer l'image de l'une de ces deux applications conduit à un sous-ensemble de l'espace des groupes kleiniens appelé tranche de Bers. En 1970, Bers conjecture que les groupes de surface kleiniens dégénérés individuellement peuvent être trouvés à la limite d'une tranche de Bers; cette affirmation, connue sous le nom de conjecture de densité de Bers, est finalement prouvée par Namazi, Souto et Ohshika en 2010 et 2011. La compactification Bers de l'espace de Teichmüller date également de cette période.
Au cours de sa carrière, Bers dirige environ 50 doctorants, parmi lesquels Enrico Arbarello, Irwin Kra, Linda Keen, Murray H. Protter et Lesley Sibner. Environ un tiers des doctorants de Bers sont des femmes, une forte proportion pour les mathématiques. S'étant senti négligé par son propre directeur, Bers se réunissait régulièrement pour des repas avec ses étudiants et anciens étudiants, maintenait un vif intérêt pour leur vie personnelle ainsi que pour leurs réalisations professionnelles et entretenait une compétition amicale avec Lars Ahlfors sur qui pourrait amener un plus grand nombre de descendants universitaires aux rassemblements mathématiques.

## Activisme pour les droits de l'homme
Dans son enfance avec sa mère à Saint-Pétersbourg, Bers avait applaudi la révolution russe et la montée de l'Union soviétique, mais à la fin des années 1930, il est désillusionné par le communisme après l'assassinat de Sergueï Kirov et les purges de Staline. Son fils Victor dit plus tard que "Ses expériences en Europe ont motivé son activisme dans le mouvement des droits de l'homme"  et Bers lui-même attribue son intérêt pour les droits de l'homme à l'héritage du leader menchevik Julius Martov. Il fonde le Comité des droits de l'homme de l'Académie nationale des sciences et, à partir des années 1970, travaille pour permettre l'émigration de mathématiciens soviétiques dissidents, dont Yuri Shikhanovich, Léonid Pliouchtch, Valentin Turchin et David et Gregory Chudnovsky. Aux États-Unis, il s'oppose également à l'implication américaine dans la guerre du Vietnam et en Asie du Sud-Est  et au maintien de l'arsenal nucléaire américain pendant la guerre froide.

## Récompenses
En 1961, Bers est élu membre de l'Académie américaine des arts et des sciences et en 1965, il devient membre de l'Association américaine pour l'avancement des sciences. Il rejoint l'Académie nationale des sciences en 1964. Il est membre de l'Académie finlandaise des sciences et de la Société américaine de philosophie. Il est lauréat en 1971 de la Colloquium Lectures (AMS) : « Uniformization, moduli, and Kleinian groups ». Il reçoit le prix Leroy P. Steele de l'AMS en 1975 pour son article "Uniformisation, modules et groupes kleiniens". En 1986, l'Académie des sciences de New York lui décerne son prix des droits de l'homme. Au début des années 1980, l'Association for Women in Mathematics organise un symposium pour honorer les réalisations de Bers dans le mentorat de femmes mathématiciennes.